# STACK OF ARMS
STACK OF ARMS（スタック・オブ・アームズ）は、船木誠勝を中心に結成されたプロレスラーのユニット。

## 概要
2011年12月21日、全日本プロレスで結成。
チーム名は、船木が主催している格闘技チーム「ARMS」から取っており、意味は「戦闘態勢完了」で、和訳では叉銃（さじゅう）。ちなみに、船木と田中がかつて所属していたプロフェッショナルレスリング藤原組が、1992年10月に東京ドームにて同名の興行を開催している。
当初は新日本プロレスのユニット「青義軍」との他団体抗争を軸にしていた。2012年下半期はGET WILDとの抗争を展開。
2013年の全日本分裂後はWRESTLE-1に参加しているが、旗揚げ戦で河野が船木に反旗を翻し、ヒールユニットデスペラードを結成し離脱。田中と金本はジュニア・スターズとしての活動を再開させたため、ユニットは事実上活動停止状態となっている。

## 略歴

### 2011年
- 12月21日、船木誠勝・河野真幸・田中稔がSTACK OF ARMSを結成。

### 2012年
- 1月4日、新日本プロレスの東京ドーム大会で船木と河野が「青義軍」の永田裕志・井上亘と対戦。試合は船木が井上をハイキックで沈めて勝利を治めるも、船木は試合中に受けた永田の膝蹴りで左頬骨を骨折した為、全治6ヶ月の長期欠場を余儀なくされる。

- 1月29日、新日本プロレス後楽園ホール大会にて河野が永田のサイン会に乱入、永田にシングルマッチを直訴。口論の末、対戦が決定する。

- 2月3日、河野と田中が永田・井上組と対戦。田中が永田のバックドロップホールドでカウントを奪われる。

- 2月11日、河野と永田がシングルマッチを行うも、試合は両者リングアウトによる引き分け。直後に延長戦が行われるも、永田のレフェリー無視をきっかけに起きたセコンドの乱入・乱闘で無効試合となった。

- 3月4日、無効試合のやり直しから河野と永田がシングルで再び対戦、河野が永田の丸め込みに敗れる。

- 3月20日、同月4日の対戦結果に納得がいかない河野が金網デスマッチで永田と再戦。両者血まみれになる中、永田の連続バックドロップで河野が敗れ、抗争が一時終結する。

- 4月14日、田中が金本浩二とタッグを組んでジュニア・タッグリーグ戦に出場、決勝戦出場に大手をかけたがカズ・ハヤシ、近藤修司組に敗れ、予選敗退。

- 6月17日、船木が復帰。7月29日にて永田を約半年ぶりに下し、三冠ヘビー級王座挑戦への足がかりとする。8月26日、王者・秋山準を倒し船木が三冠ヘビー級王座獲得。

- 10月12日、船木の口頭により、これまで共闘していた金本のチーム加入が告げられ、22日に決起会見が行われた[2]。

## メンバー
- 船木誠勝 - リーダー（結成時 - ）
- 田中稔（結成時 - ）
- 金本浩二（フリー）（2012年10月12日 - ）

## 元メンバー
- 河野真幸（結成時 - 2013年9月8日）

## タイトル歴
- 船木誠勝
  - 第45代三冠ヘビー級王座（獲得日2012年8月26日）
- 金本浩二&田中稔（ジュニア・スターズ）
  - 第89代アジアタッグ王座（獲得日2012年10月21日）
  - 第91代アジアタッグ王座（獲得日2013年2月10日）